# Orthonychiurus folsomi
Orthonychiurus folsomi is een springstaartensoort uit de familie van de Onychiuridae. De wetenschappelijke naam van de soort is voor het eerst geldig gepubliceerd in 1900 door Schaeffer.